# Калинина, Елена Павловна
Елена Павловна Калинина (20 июля 1997 года, Санкт-Петербург) — российская яхтсменка, чемпионка мира и Европы в классе Международной ассоциации кайтбординга — формула кайт.

## Биография
Начала заниматься парусным спортом в возрасте восьми лет под руководством своего отца. В кайтсёрфинге с 2011 года. Кайтинг привлек ее большими скоростями. Победитель первенства России 2010 года в классе Zoom 8. Первое место в виндсерфинге на первенстве России 2010 года Black Sea Cup. В зимнем кайте (сноукайтинг) побеждала на чемпионатах мира 2011 и 2013 годов в Финляндии, на чемпионатах России 2011 и 2012 годов. В летнем кайте (кайтбординг) выиграла чемпионаты России 2011 и 2012 годов; как юниор стала первой на чемпионате мира 2012 года в Италии и на чемпионате Африки 2013 года в Египте.
В 2015 году номинировалась на звание «Яхтсменка года»  международной яхтенной премии ISAF Rolex World Sailor of the Year Awards 2015 (впервые в истории российского парусного спорта).

## Достижения в дисциплинеформула кайт
С 2015 по 2017 год не опускалась ниже второго места в мировом рейтинге.
- 2015, Италия — чемпионка мира.
- 2016, Италия — чемпионка Европы.
- 2017, Маскат, Оман — серебро на чемпионате мира[5].
- 2018, Орхус, Дания — серебро на  Комплексном чемпионате мира по парусному спорту[6].
- 2019, бронзовый призёр Первых всемирных пляжных игр в кайтбординге[7].

## Образование
Выпускница Санкт-Петербургского политехнического университета Петра Великого.